# История Константина
История Константина — серия шпалер, эскизы которых были выполнены фламандским художником Питером Паулем Рубенсом и итальянским живописцем Пьетро да Кортона, изображающая различные сцены из жизни римского императора Константина Великого (306—337). Рубенс обычно создавал эскизы для шпалер в три этапа последовательного увеличения размеров и детализации композиции: боццетти (эскизы, наброски), моделли и картоны (в натуральную величину). В 1622 году Рубенс написал первые двенадцать эскизов маслом на дереве, а сами шпалеры были изготовлены в мастерской ткачей Марка де Комана (фр. Marc de Comans (1563 — до 1650) и Франсуа де ла Планша (нидерл. Franz van den Planken, фр. François de La Planche) (1573—1627), расположенной в предместье Сен-Марсель Парижа в 1625 году. В процессе изготовления на основе небольших эскизов, длина стороны которых, вероятно, не превышала метра, были созданы роскошные изделия из шерстяных, шёлковых и серебряных нитей. В 1630 году Пьетро да Кортона написал пять дополнительных эскизов, по которым были сотканы ковры в мастерской кардинала Франческо Барберини в 1630-х годах.

## История создания
История взаимоотношений Рубенса с французской королевой-матерью Марией Медичи, по заказу которой были выполнены эскизы, начались задолго до этого. Рубенс находился в свите мантуанского герцога Винченцо Гонзага, супруга которого Элеонора приходилась сестрой Марии, на церемонии заочного венчания тосканской принцессы в 1600 году.
Эскизы Рубенса к «Истории Константина» тесно связаны с монументальной серией картин, выполненных им для Люксембургского дворца королевы Марии. Рубенс был вызван в Париж королевой-матерью в 1622 году с целью обсуждения условий выполнения работ по украшению двух галерей, одна из которых должна была быть посвящена самой королеве, а другая её покойному мужу Генриху IV. Первая серия была завершена и теперь находится в Лувре, а вторая осталась незаконченной. Именно во время этого первого визита художника в Париж (январь-февраль 1622 года) возникла идея создать эскизы для посвящённых императору Константину шпалер. Очевидно, был заключен договор на создание эскизов, однако он не сохранился. Считается, что заказчиком выступил король Людовик XIII, выступая в качестве частного коллекционера либо покровителя ткацкой мастерской в предместье Сен-Мармель. Переписка Рубенса, датированная периодом вскоре после визита в Париж указывает на возникшие между ним и совладельцами мастерской, Франсуа де ла Планшем и Марком Команом, тесные взаимоотношения. Это также подтверждается письмом Фабри де Пейреска Рубенсу от июля того же года.
Первые четыре эскиза прибыли в Париж 24 ноября 1622 года («Битва у Мульвийского моста», «Константин побеждает Лициния в сухопутной битве», «Крещение Константина» и «Явление Константину монограммы Христа»). По свидетельству Пейреска, наибольшее восхищение вызвал эскиз, изображающий сцену крещения императора. Оставшиеся эскизы прибыли в Париж в начале января 1623 года. Всего Рубенс создал тринадцать композиций, на основе которых было изготовлено двенадцать шпалер. Картон «Триумф Рима» не был использован, а последний, «Смерть Константина», был сделан позже остальных, до 1625 года.
После окончательного формирования набора эскизов, для ткацких станков были изготовлены полноразмерные картоны, использовавшиеся не только для производства оригинальных шпалер, вошедших в коллекцию Кресса — Барберини, но и более поздних серий. Картоны были выполнены работником мастерской и перечислены в инвентарной описи 1627 года с оценочной стоимостью 500 ливров, тогда как оригиналы Рубенса были оценены в 1200 ливров. В отличие от более своих поздних своих серий, «Триумф Евхаристии» и «История Ахилла», Рубенс в данном случае не создавал рисунка обрамлений и он был разработан в мастерской Комана и де ла Планша.
Продолжая работу над галереей Медичи, Рубенс дважды, в июне 1623 года и в феврале 1625 года, приезжал в Париж, где, как считается, посетил ткацкую мастерскую и проверял процесс работы над шпалерами. Возможно, в свой второй визит Рубенс застал прибытие в город 21 мая папского легата Франческо Барберини, прибывшему с целью урегулирования конфликта вокруг Вальтеллины. Переговоры происходили тяжело и продлились до сентября. Вечером 20 сентября, возвращаясь после личной аудиенции у короля, кардинал неожиданно обнаружил в своих покоях шпалеры, значительная стоимость которых ему сразу стала очевидно. Кардинал принял подарок только после некоторых колебаний, о которых сообщил в своём отчёте. В подарок вошло 7 предметов, поскольку, вероятно, к тому моменту остальные не были готовы.
По возвращении в Рим кардинал приступил к организации собственной ткацкой мастерской. Уже в сентябре 1627 года в итал. Arazzia Barberini были созданы первые эскизы, а в 1630 году появились планы по продолжению серии «История Константина». В это время Барберини запрашивал информацию от парижских и европейских ткачей, выясняя разнообразные технологические вопросы. Мастерская Комана предложила ему докупить пять оставшихся панелей серии меньшего размера по той же цене за штуку, которую в своё время заплатил король. В результате кардинал решил обойтись собственными силами. Среди тем пяти новых шпалер одна, относящаяся к явлению Константину монограммы Христа, повторяла тему первой части серии. Автором эскизов стал Пьетро да Кортона, работавший перед этим над первыми изделиями мастерской Барберини. Новая серия включила также множество декоративных панелей меньшего размера. От подготовительных работ сохранился только один эскиз, хранящийся в настоящее время в галерее Уффици. За основу рисунка обрамлений был взят парижский образец с заменой французской королевской геральдической символики на герб рода Барберини, золотую пчелу на лазоревом поле. Работа над основными и наддверными панелями, также посвящёнными Константину, были завершены в 1641 году.

### Шпалеры, созданные по картонам Рубенса
| № | Эскиз                                                                                       | Шпалера                                              | Описание                              | Примечание                            |
| - | ------------------------------------------------------------------------------------------- | ---------------------------------------------------- | ------------------------------------- | ------------------------------------- |
| 1 |                                                                                             |                                                      | Свадьба Константина                   | Свадьба Константина                   |
| 1 | «Свадьба Константина» (Le mariage de Constantin)                                            |                                                      | Свадьба Константина                   | Свадьба Константина                   |
| 1 | 47.3 x 64.4 см Частная коллекция                                                            | 485.14 x 608.33 см Филадельфия, Художественный музей | Свадьба Константина                   | Свадьба Константина                   |
| 2 |                                                                                             |                                                      | Явление Константину монограммы Христа | Явление Константину монограммы Христа |
| 2 | «Явление Константину монограммы Христа» (L’apparition a Constantin de monogramme du Christ) |                                                      | Явление Константину монограммы Христа | Явление Константину монограммы Христа |
| 2 | 46.2 x 56 см Филадельфия, Художественный музей                                              | Париж, Мобилье Насьональ                             | Явление Константину монограммы Христа | Явление Константину монограммы Христа |
| 3 |                                                                                             |                                                      | Лабарум                               | Лабарум                               |
| 3 | «Лабарум» (Le Labarum)                                                                      |                                                      | Лабарум                               | Лабарум                               |
| 3 | 35.4 x 27.5 см Частная коллекция                                                            | Париж, Мобилье Насьональ                             | Лабарум                               | Лабарум                               |
| 4 |                                                                                             |                                                      | Битва у Мульвийского моста            | Битва у Мульвийского моста            |
| 4 | «Битва у Мульвийского моста» (La bataiile de Constantin contre Maxence)                     |                                                      | Битва у Мульвийского моста            | Битва у Мульвийского моста            |
| 4 | 36.83 x 63.5 см Лондон, Собрание Уоллеса                                                    | 485.14 x 744.22 см                                   | Битва у Мульвийского моста            | Битва у Мульвийского моста            |